# アレッサンドロ・ポテンツァ
アレッサンドロ・ポテンツァ（Alessandro Potenza, 1984年8月3日 - ）はイタリア・サン・セヴェーロ出身の元サッカー選手、現サッカー指導者。現役時代のポジションはディフェンダー。

## 経歴
インテルナツィオナーレ・ミラノの下部組織出身で若くして国外クラブ（RCDマヨルカ）でのプレー経験を持つ。
アンダー世代の各代表にも招集され、U-21イタリア代表ではキャプテンを務めたこともある。
以前所属していたACFフィオレンティーナでは、左右のサイドバックとしてプレーする事が多かった、その他にもセンターバックや守備的ミッドフィールダーとしてもプレーが可能である。

## 指導歴
2016年12月20日、マードレ・ピエトラ・ダーウニアの指揮官に就任。翌年6月11日にはレカナテーゼの監督に招聘されたが、10月17日に解任された。

## タイトル

### クラブ
インテル
- カンピオナート・プリマヴェーラ : 2001-02
- トルネオ・ディ・ヴィアレッジョ : 2002

チェンナイイン
- インディアン・スーパーリーグ : 2015

### 代表
イタリア
- UEFA U-19欧州選手権 : 2003
- UEFA U-21欧州選手権 : 2004